# Уршиану, Мальвина
Мальви́на Уршиа́ну (рум. Malvina Urșianu; 19 июня 1927, Гушоени, Румыния — 6 августа 2015, Бухарест, Румыния) — румынский кинорежиссёр и сценарист.

## Биография
Получила юридическое образование. Начинала как ассистент режиссёра и второй режиссёр у Жана Джорджеску, затем — у Виктора Илиу. В 1967 году дебютировала как режиссёр («Джоконда без улыбки»). Почти ко всем своим фильмам сама писала сценарии. Протагонистами своих картин выбирала женщин. В 1980 году обратилась к истории Румынии («Возвращение воеводы Лэпушняну»).
Участница внеконкурсной программы 25-го Каннского кинофестиваля («Вечеринка»).
Была замужем за писателем Паулем Ангелом.
Похоронена на кладбище Беллу

## Фильмография

### Режиссёр
- 1967 — Джоконда без улыбки / Gioconda fără surâs
- 1970 — Вечеринка / Serata
- 1973 — Мимолётная любовь / Trecătoarele iubiri
- 1980 — Возвращение воеводы Лэпушняну / Întoarcerea lui Vodă Lăpușneanu
- 1980 — Молчание глубин / Linistea din adîncuri
- 1983 — На левом берегу голубого Дуная / Pe malul stîng al Dunării albastre
- 1984 — Свет на десятом этаже / O lumină la etajul zece
- 1987 — Статисты / Figuranţii
- 1995 — Тут в мае не жить / Aici nu mai locuiește nimeni
- 2002 — Какой счастливый мир! / Ce lume veselă...

### Сценарист
- 1957 — Семейные драгоценности / Bijuterii de familie (с Мариусом Теодореску и Александру Браташану)
- 1967 — Джоконда без улыбки / Gioconda fără surâs
- 1970 — Вечеринка / Serata
- 1973 — Мимолётная любовь / Trecătoarele iubiri
- 1980 — Возвращение воеводы Лэпушняну / Întoarcerea lui Vodă Lăpușneanu
- 1983 — На левом берегу голубого Дуная / Pe malul stîng al Dunării albastre
- 1984 — Свет на десятом этаже / O lumină la etajul zece
- 1987 — Статисты / Figuranţii
- 2002 — Какой счастливый мир! / Ce lume veselă...